# فولفغانغ هان (عالم عملات)
فولفغانغ هان (بالألمانية: Wolfgang Hahn)‏ (و. 1945  م) هو عالم عملات، ومؤرخ، وأستاذ جامعي نمساوي.

## التعليم
تعلم في جامعة فيينا
.